# Кузнецов, Андрей Тимофеевич
Андрей Тимофеевич Кузнецов (род. 30 сентября 1966) — российский режиссёр-мультипликатор, художник-постановщик анимационного кино, иллюстратор.

## Биография
Окончил художественно-графический факультет МГПИ им. Ленина в 1992 году.
В 2003 закончил Высшие режиссёрские курсы при ВГИК им. Герасимова. С 1990 года работает на анимационной студии «Пилот» аниматором, художником-постановщиком и режиссёром.
Вместе с Максимом Покалёвым создал в 2003 году проект «Чебурген» Проект собрал более двухсот художественных работ и фотографий различных авторов, изображающих героев мультфильма «Крокодил Гена» в пародийном и юмористическом контексте. Среди наиболее интересных работ проекта — серия «Чебураки» Андрея Кузнецова, включающая пародии на кинофильмы и исторические события.

## Фильмография

### Аниматор
- 2006 — Жихарка (Гора самоцветов)
- 2024 — Радуга

### Режиссёр
- 1996 — Я дам тебе знать (клип «Машины времени»)
- 2004 — Как обманули змея (мультипликационный сериал «Гора самоцветов»)
- 2005 — Ворон-обманщик (Гора самоцветов)
- 2009 — Похождения лиса (Гора самоцветов)
- 2010 — Пумасипа (Гора самоцветов)
- 2013 — Мэргэн (Гора самоцветов)
- 2014 — Учёный медведь (Гора самоцветов)
- 2015 — Храбрец (Гора самоцветов)
- 2019 — Прыжок (мультипликационный сериал «Оранжевая корова»)
- 2024 — Радуга
- 2025 — Камицу

### Сценарист
- 2024 — Радуга

### Художник-постановщик
- 2003 — К югу от севера
- 2004 — Про Ивана-дурака
- 2024 — Радуга

## Документальное кино
Андрей Кузнецов снимался в документальном сериале «Фабрика чудес» (серия «Художник-постановщик», 2006).
С 2014 года принимает участие в съёмках передачи «Всё как у зверей» как участник экспедиций и художник комиксов.

## Награды
- «Как обманули змея» — Х Московский Международный фестиваль детского анимационного кино «Золотая рыбка» (2005) Приз Лучший дебют.[5]
- «Похождения лиса» — Международный фестиваль анимации для детей «Золотая рыбка»-2009. Приз Лучшая режиссёрская работа.[6]
- «Пумасипа» — VII Международный благотворительный кинофестиваль «Лучезарный ангел» : детское жюри — 3-я премия.[7]
- «Пумасипа» — XV Всероссийский фестиваль визуальных искусств в «Орленке» (2011). Приз в номинации «Анимация»: 3 место — за удачное раскрытие фольклорной темы.[8]
- «Мэргэн» — XIX Международный кинофестиваль детского и молодёжного анимационного кино «Золотая рыбка» — Призы профессионального жюри в категории 6+ : Приз «За лучшую сказочную историю».[9]

## Выставки
- В рамках Фестиваля DeArt состоится персональная выставка Андрея Кузнецова. На ней будут представлены работы из серий «Чебураки», «Лубки», «Чук и Мак».[10]
- Галерея «На Солянке» приглашает на выставку «Лубки и Чебургены Андрея Кузнецова» в рамках III Большого фестиваля мультфильмов.[11]